# Soulme
Soulme (en wallon Soûme) est une section de la commune belge de Doische située en Wallonie dans la province de Namur. 
C'était une commune à part entière avant la fusion des communes de 1977. 
Ce village de l'Entre-Sambre-et-Meuse, traversé par l'Hermeton, un affluent de la Meuse fait partie de l'association qui regroupe les plus beaux villages de Wallonie.

## Géographie

### Situation
Le village est bordé au nord par Flavion, à l’est par Hermeton-sur-Meuse, au sud-est par Gochenée, au sud par Vodelée et à l’ouest par Surice et Omezée.
Soulme est situé sur une colline contournée au sud puis à l'est par l’Hermeton (où se situe le moulin de Soulme) et à l'ouest par le ruisseau d’Omezée, affluent de l'Hermeton. L'habitat se concentre sur la partie nord-est de la colline, se protégeant ainsi des vents dominants. L'altitude à l'église Sainte-Colombe est de 205 m.

### Description
Le village se situe dans une zone calcaire de la Fagne. La plupart des habitations sont donc construites en moellons de pierre de calcaire. Certaines façades sont chaulées. L'habitat se concentre le long de la rue Désiré Mathieu à laquelle se raccordent une demi-douzaine de rues dont la rue Sainte-Colombe contournant l'église. Le village est constitué de maisons, fermettes et fermes dont certaines sont toujours en exploitation. Ces demeures ont été bâties au XVIIIe siècle et surtout au XIXe siècle.

## Évolution démographique
- Source: DGS, 1831 à 1970=recensements population, 1976= habitants au 31 décembre

## Histoire
On a trouvé à Soulme des silex taillés et des sépultures de  l'époque romaine.
En 1057, Théoduin, l’évêque de Liège, ratifie l’échange intervenu entre le chevalier Otbert et l’abbaye de Florennes, qui exercera des droits seigneuriaux jusqu’à la fin de l’Ancien Régime.
En 1316, le curé laisse des biens à l’abbaye de Waulsort, qui exercera désormais des droits dans le village.
En 1550, l’abbaye de Florennes y dresse une estache ou pilori, avec carcan «pour punir les mavais garchons».
Des contestations surgissent régulièrement entre le monastère de Florennes et les seigneurs du même lieu, avoués.
À la même époque, des troupes bivouaquent dans le village qui est dévasté par les gens de guerre de Couvin en 1587.

## Patrimoine

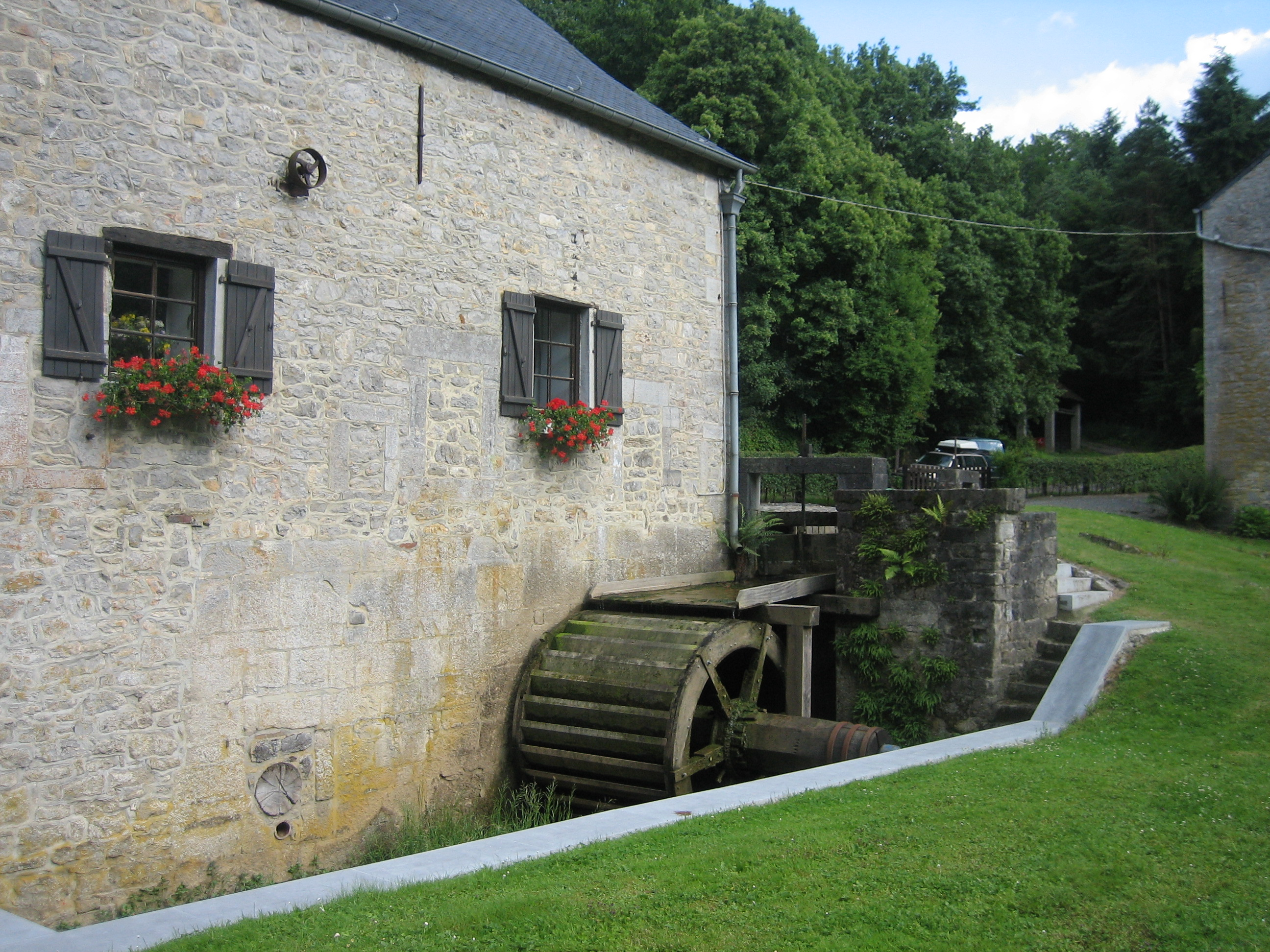
L'ancien moulin de Soulme

- L'église Sainte-Colombe est constituée d'une tour romane trapue élevée au XIe siècle ou XIIe siècle et d'une nef triple de style gothique avec chœur à chevet plat du XIIIe siècle. L'édifice a été remanié au cours du XIXe siècle[2]. L'église ainsi que ses abords sont repris sur la liste du patrimoine immobilier classé de Doische.

- L'ancien presbytère (ou 'cure') est une construction en moëllons de calcaire datant de la première moitié du XVIIe siècle. La façade avant donne sur un jardin ceint d'un mur jouxtant l'église. La façade arrière longe la rue Désiré Mathieu[3].

- La ferme des Moines (en wallon : Cinse dès Mwènes) se situe au no 1 de la rue des Granges. Elle date de la première moitié du XVIIIe siècle[4].

- Situé environ 800 m en contrebas du village sur la rive droite de l'Hermeton, l'ancien moulin de Soulme appelé aussi moulin Hamoir existait déjà au XVe siècle. La construction actuelle a été érigée en pierre calcaire vers l'an 1700 et réaménagée en 1797[5]. La roue à aubes et la machinerie sont dans un bon état de conservation. L'ancien moulin ainsi que les ouvrages construits en amont et en aval sont repris sur la liste du patrimoine immobilier classé de Doische.

## Économie
Les activités principales ont longtemps été l'élevage de moutons et de bêtes à cornes ainsi que l'exploitation du bois qui couvre la moitié du territoire.
À la fin du 18e siècle, on exploitait déjà le marbre local. Ainsi, entre 1769 à 1784, les livraisons du marbre de Soume par Pierre Thomas, de Rance, représentaient 19 % de ses 900 livraisons vers la France principalement, soit des tables, des tranches, des cheminées.
En 1830, la population s’élève à 223 habitants, répartis dans 95 maisons. On compte 32 chevaux, 2 poulains, 90 bêtes à cornes, 34 veaux, 20 porcs et 160 moutons. Un moulin à farine et un moulin à scier le marbre. On a exploité du marbre rouge nuancé de blanc et de gris aux carrières abandonnées de Saint-Gobiée et de la Falgeotte.